# 1566 إيكاروس
1566 إيكاروس (/ˈɪkərəs/ هو كويكب أبولو (فئة فرعية من الكويكبات القريبة من الأرض) أي كويكب لة حضيض أقرب إلى الشمس من عطارد، وكذلك هو كويكب عابر لعطارد. بل هو أيضا يعبر مدار الزهرة والمريخ . يطلق عليه اسم إيكاروس في الميثولوجيا اليونانية، ابن ديدالوس.
، الذي حلق قريبا من الشمس. تم اكتشف 1566 إيكاروس في 27 يونيو 1949 من قبل والتر بايدي في مرصد بالومار.ومن عام 1949 حتى اكتشاف 3200 فايثون في عام 1983، كان يعرف بالكويكب الذي كان مرورة الأقرب إلى الشمس.إيكاروس يقترب من الأرض في يونيو على فترات من 9، 19، أو 28 عاما. ونادرا ما يأتي بالقرب من 0.042482 وحدة فلكية (6,355,200 كم، 3,948,900 ميل) (16 مسافة قمرية)، كما فعل في 14 يونيو 1968. خلال هذا الإقتراب، أصبح إيكاروس أول كوكب صغير يرصد باستخدام الرادار.
ويتعبر إيكاروس أدنى الكويكبات المرقمة التي يحتمل أن تكون خطرة.